# Keskmine Vaika saar
Keskmine Vaika saar est une île d'Estonie en mer Baltique.

## Géographie
Située à l'ouest de Vilsandi, elle fait partie du parc national de Vilsandi. 